# Rolando Blackburn
Rolando Manrique Blackburn Ortega, né le 9 janvier 1990 à San Joaquín au Panama, est un joueur de football international panaméen qui évolue au poste d'attaquant.

## Biographie

### Carrière en sélection
Il reçoit sa première sélection en équipe du Panama lors de l'année 2010. 
Il figure dans le groupe des sélectionnés lors des Gold Cup de 2013 et de 2015. Le Panama atteint le finale de la Gold Cup 2013, en étant battu par le Mexique.

## Palmarès

### Palmarès en club
| Tauro - Championnat du Panama (1) : - Champion : 2010 (Ouverture). - Vice-champion : 2009 II (Ouverture). |  | Comunicaciones - Championnat du Guatemala (1) : - Champion : 2014 (Clôture). |

### Palmarès en sélection
Panama
- Gold Cup :
  - Finaliste : 2013.